# دوار فليتنر

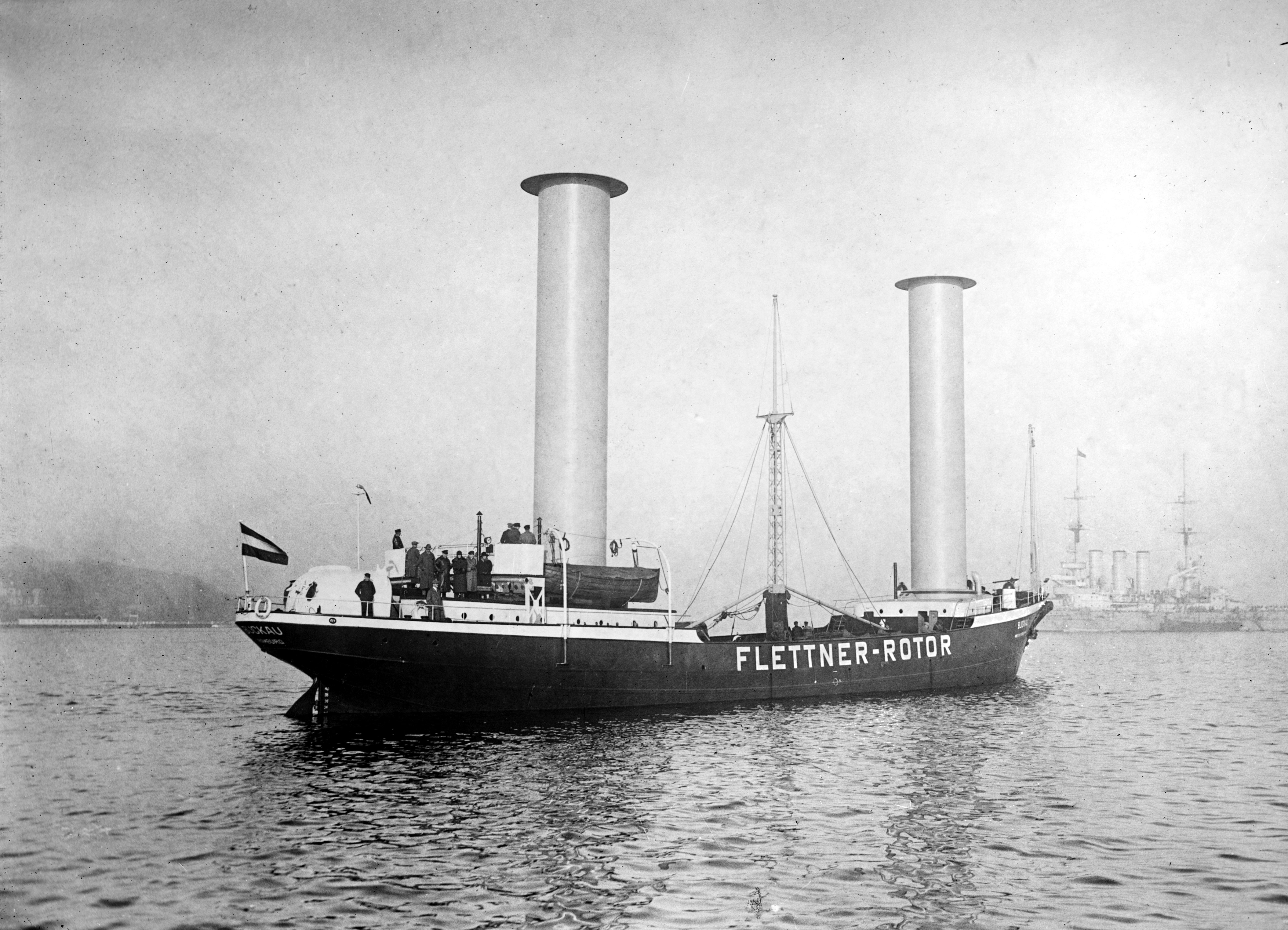
بوكاو، أول مركبة يتم دفعها بواسطة دوار فليتنر

الدفع على السفينة

دوار فليتنر هو أسطوانة ناعمة مع لوحات نهاية القرص التي تدور على طول محورها الطويل، وعندما يمر الهواء[ بزاوية قائمة عبره، يتسبب تأثير ماغنوس في توليد قوة ديناميكية هوائية في الاتجاه العمودي على كل من المحور الطويل واتجاه تدفق الهواء. سميت على اسم مهندس الطيران والمخترع الألماني أنطون فليتنر .
في السفينة الدوارة، تقف الدوارات عموديًا ويتم توليد الرفع بزوايا قائمة للرياح، لدفع السفينة إلى الأمام.
يستخدم دوار Flettner بشكل أساسي في السفن الدوارة. محرك الدوار الوحيد غير ممكن بشكل أساسي ، لأنه لا يضمن الدفع والقدرة على المناورة في حالة عدم وجود رياح. ولكن
في سفينة تسير بمحرك هجين يمكن بواسطة دوار فليتنر واحد خفض استهلاك الوقود بنسبة بين 8% إلى 10%.
في طائرة الدوار، يمتد الدوار إلى الجانب بدلاً من الجناحين ويقوم روتوران بتوليد الرفع لأعلى.

## البنية

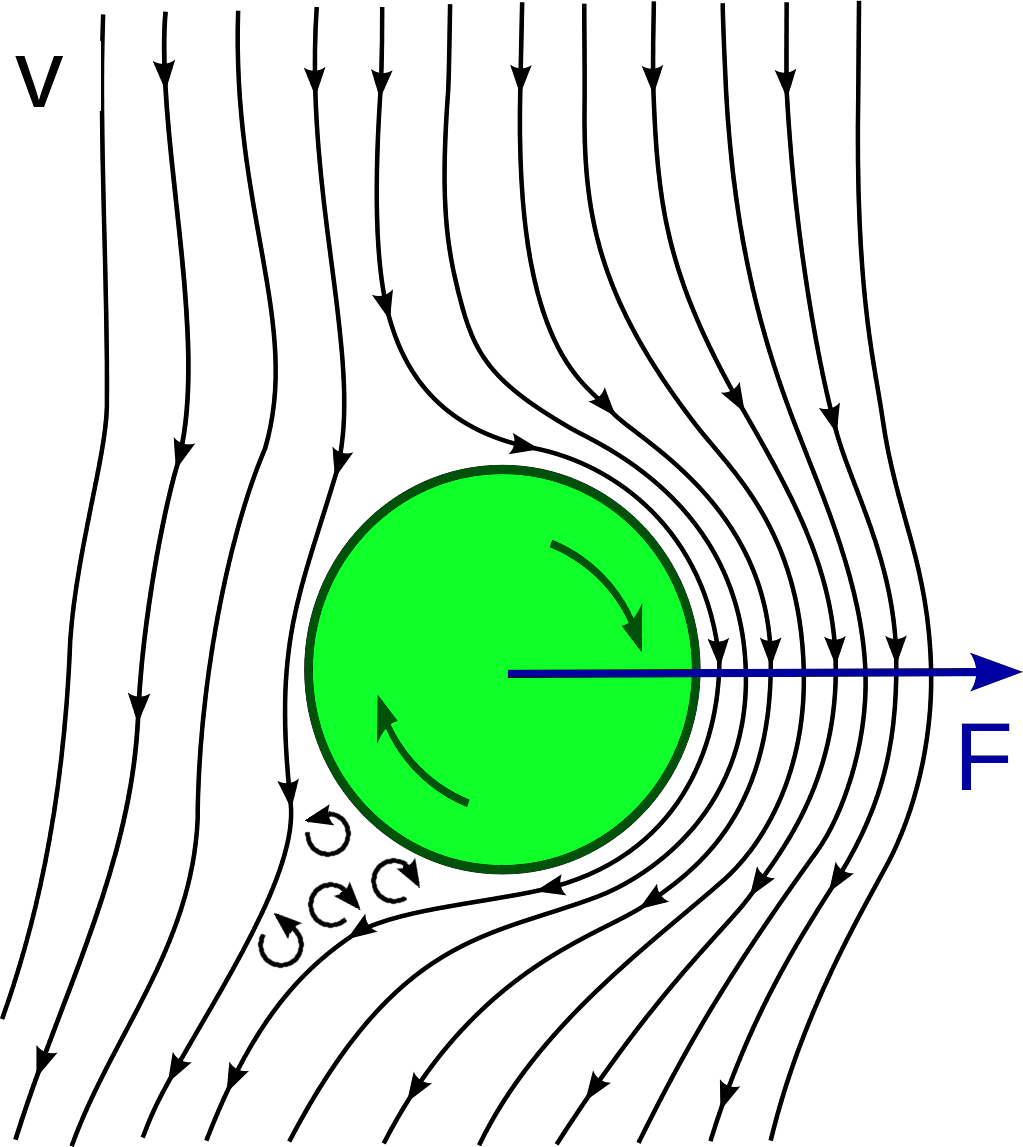
تأثير ماغنوس في دوار فليتنر.

بصفته دفع السفينة ، يتكون دوار فليتنر من أسطوانة عمودية عالية دوارة مصنوعة من الصفائح المعدنية أو المواد المركبة ، والتي تحافظ أقراصها الطرفية الأكبر حجمًا على التدفق على الأنبوب ، وبالتالي انخفاض كبير في الكفاءة منعه في نهاية الدوار. تشغيل الدوار تتناسب مع تتكيف مع سرعة الرياح السائدة. يمكن أيضا تشغيله كمحرك كهربائي شائع.

## مبدأ التشغيل

القوى المؤثرة على دوار فليتنر

- ستولد الأسطوانة الصلبة المعرضة للتدفق قوة فقط من خلال مقاومة الرياح للمنطقة المسقطة ، أي في اتجاه التدفق.
- من ناحية أخرى ، تولد الأسطوانة الدوارة قوة انحراف أكبر بكثير موجهة بشكل عرضي إلى التدفق بسبب [تأثير ماغنوس] من الشفط و الضغط الديناميكي.
- السفينة المجهزة حصريًا بدوارات فليتنر تحتاج إلى الريح على غرار سفينة شراعية ، وتبقى عاجزة عن الحركة في غياب الريح. ولكنها في سفينة تعمل بالزيت يمكن لدوار فليتنر خفض الاستهلاك بنسبة بين 8 إلى 10% بدوار واحد.

عندما تهب الرياح على أسطوانة دوارة ، يتسارع الهواء حيث يلتقي الاتجاه للأسطوانة واتجاه الرياح، و يتباطأ على الجانب الآخر من الأسطوانة فيتدفق ببطء . ينتج عن هذا ضغط سلبي (تدفق أسرع) و ضغط زائد (تدفق أبطأ) ، لذلك في المجمل تنشأ قوة تعمل بشكل عرضي للتدفق (الرفع الديناميكي في الرسم F) ، على غرار جناح طائرة، ولكن بكفاءة أفضل بكثير - حوالي عشرة أضعاف الشراع . تعمل هذه القوة (الجزئية) في الاتجاه الذي يكون فيه اتجاه التدفق واتجاه دوران الجسم في نفس الاتجاه ، وتعتمد على سرعة التدفق ، وسرعة دوران الدوار وكذلك تعتمد على العلاقة بين الاثنين. غالبًا ما تكون سرعة سطح الدوار حوالي ثلاثة إلى أربعة أضعاف سرعة الرياح لإنتاج الدفع الفعال، والذي يصل حاليا في حدود 100 دورة في الدقيقة لأنظمة دفع السفن.
يؤدي التغيير في اتجاه دوران الدوار إلى انعكاس مركبة القوة F2 الناتجة. حال ، وأما مركبة القوة الثانية التي تنشأ من المقاومة ، فهي تعمل في اتجاه التدفق F1. وتعمل محصلة الناتجة R لهاتين القوتين الجزئيتين.
إن القوى الدافعة للدوارات، التي تعمل بشكل عرضي مع الريح وتتولد عن الدوران ، لا توفر ، مثل الأشرعة العادية ، أي دفع عند الإبحار في اتجاه الريح - وعلى عكس الأشرعة العادية - نادرًا ما تكون موجودة عند الإبحار في اتجاه الريح.
يجب زيادة سرعة دوران الدوار مع سرعة الرياح ، بحيث عندما تكون هناك طاقة رياح عالية ، يجب أيضًا توفير طاقة محرك عالية للدوارات ، ولكن عندما يكون هناك القليل من طاقة الرياح ، يكون هناك نفقات أكبر نسبيًا لتشغيل الدوارات.
يجب زيادة سرعة دوران الدوار مع سرعة الرياح ، بحيث عندما تكون هناك طاقة رياح عالية ، يجب أيضًا توفير طاقة محرك عالية للدوارات ، ولكن عندما يكون هناك القليل من طاقة الرياح ، يكون هناك نفقات أكبر نسبيًا لتشغيل الدوارات.
بحث سيغورد سافونيوس Sigurd Savonius أيضا في كيفية تشغيل الأسطوانات باستخدام طاقة الرياح ، وفي هذه العملية اخترع وطور دوار سافونيوس. قد تكون توربينات الرياح الأخرى ذات العمود الرأسي مناسبة أيضًا لمحرك الأقراص.

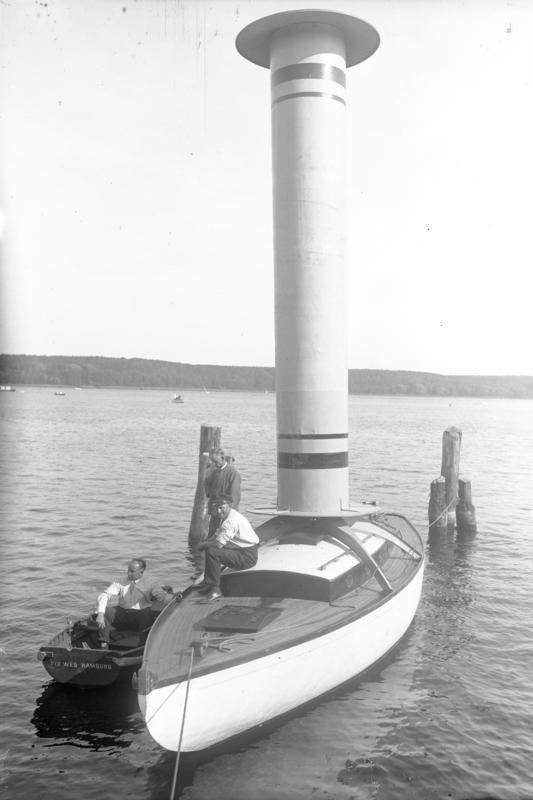
يخت سباق فليتنر

## التطبيقات البحرية
نفس المختر

### مثبتات
يعمل دوار فليتنر الذي يتم تركيبه تحت خط الماء في بدن السفينة على استقرار السفينة في البحار . من خلال التحكم في اتجاه وسرعة الدوران، يمكن إنشاء رفع قوية . أكبر نشر النظام حتى الآن هو في يخوت الكسوف.  

## طائرات الدوار

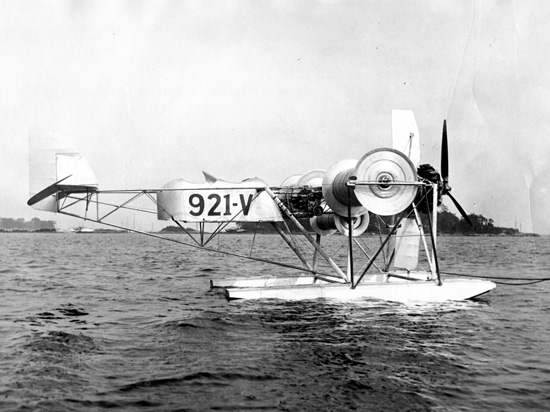
Plymouth A-A-2004طائرة مائية تعمل بدوارين فليتنر بدلا من الجناحين.

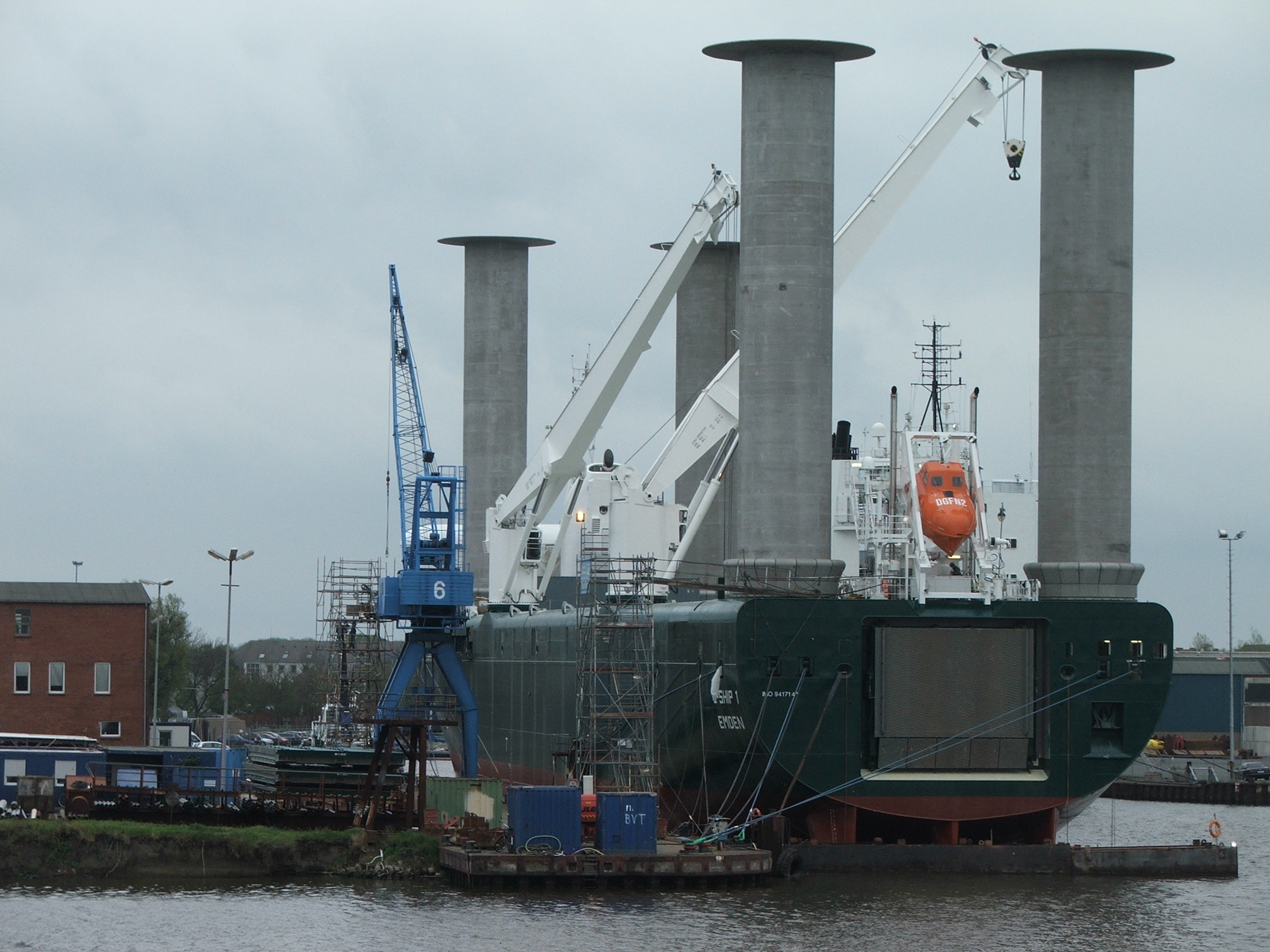
مركبة E-Ship 1 ذات دوارات فليتنر